# Cláudio (ur. 1972)
Cláudio Luiz Assuncao de Freitas (ur. 31 marca 1972) – brazylijski piłkarz występujący na pozycji obrońcy.

## Kariera klubowa
Od 1993 do 2002 roku występował w klubach União São João, CR Flamengo, SE Palmeiras, Bellmare Hiratsuka, Santos FC, Etti Jundiai, Cerezo Osaka i América.